# Angelo Tasca
Angelo Tasca (Moretta, 19 novembre 1892 – Parigi, 3 marzo 1960) è stato un politico, scrittore e storico italiano.
Già socialista, fu tra i fondatori del Partito Comunista d'Italia, da cui fu espulso nel 1929 per la sua opposizione alla stalinizzazione dell'Internazionale Comunista. Emigrato in Francia e dirigente socialista, divenne un funzionario del regime di Vichy e tuttavia sotterraneo collaboratore della Resistenza belga e francese, il che in seguito alla liberazione di Parigi gli permise di dimostrare l'infondatezza dell'accusa di collaborazionismo con l'occupante. Nel secondo dopoguerra si distinse per il suo acceso antistalinismo.
Fu autore di numerosi scritti sul fascismo: il suo libro Naissance du Fascisme. L'Italie de 1918 à 1922 del 1938 (tradotto in italiano nel 1950 come Nascita e avvento del fascismo) fu considerato da Léon Blum un importante avvertimento sui pericoli del fascismo in Francia.

## Biografia
Già studente del liceo classico Vincenzo Gioberti di Torino, fu poi giovane dirigente della Federazione Giovanile Socialista e quindi della Federazione del PSI di Torino negli anni dieci del Novecento. In seguito si unì ad Antonio Gramsci, Umberto Terracini e Palmiro Togliatti, coi quali fondò il settimanale L'Ordine Nuovo (1919-1920). Suo suocero prestò il 50% del capitale necessario a fondare il giornale. Contrariamente a Togliatti e Gramsci, si era opposto dall'inizio alle posizioni interventiste nella prima guerra mondiale.
Negli stessi anni fu eletto segretario della Camera del Lavoro di Torino; nel 1921 a Livorno fu tra i fondatori del Partito Comunista d'Italia. Fu tra i 15 membri del Comitato centrale e, nel 1926, della segreteria del partito. A quel tempo si era già consumata la sua rottura con Gramsci e Togliatti e veniva considerato come il punto di riferimento della destra del PCd'I, propugnando una fusione coi settori più a sinistra del PSI e una revisione di certe premesse che stavano alla nascita del partito. Come molti altri comunisti, fu perseguito dal regime fascista e arrestato due volte, prima nel 1923 e poi nel 1926. In quell'anno, separandosi dalla famiglia, si rifugiò in Francia, di cui prese la nazionalità nel 1936.
Partecipò al Praesidium dell'Internazionale Comunista nel 1928-1929, dove si avvicinò alle posizioni di Bucharin. Nel settembre 1929 fu espulso dal partito per il suo dichiarato antistalinismo. Tra il 1930 e il 1933 divenne redattore-capo del settimanale Monde (1928-1935), fondato e diretto da Henri Barbusse. Nel 1935 rientrò nel PSI su posizioni nettamente antistaliniste contrarie all'unità d'azione con il PCd'I che si ebbe tra il 1934 e il 1939. Durante la guerra civile spagnola sostenne il Partito Operaio di Unificazione Marxista (POUM) in opposizione al Partito Comunista di Spagna. Negli stessi anni (1934-1940) Léon Blum gli affidò gli articoli di politica estera del quotidiano della SFIO, Le Populaire.
Nell'agosto 1939 la firma del Patto Molotov-Ribbentrop provocò sconcerto tra un certo numero di comunisti e le posizioni di Tasca ne uscirono rafforzate; dopo le dimissioni di Pietro Nenni fu a capo del PSI insieme con Giuseppe Saragat e Oddino Morgari. Durante la seconda guerra mondiale, nell'estate 1940 fu tra i socialisti che aderirono al regime collaborazionista del maresciallo Philippe Pétain e diresse il centro studi del Ministero dell'Informazione di Paul Marion. Alla liberazione della Francia, nel settembre 1944 fu arrestato con l'accusa di collaborazionismo e rilasciato dopo un mese, grazie al riconoscimento della sua contemporanea collaborazione svolta dal 1941 con una rete antifascista belga.
Alla fine della guerra rimase a Parigi, dove si era creato una nuova famiglia. Continuò, comunque, a partecipare al dibattito politico, collaborando a varie testate giornalistiche, come Il Mondo, Critica Sociale, Le Figaro e alla rivista Est et Ouest; tra il 1948 e il 1954 fu consulente dell'Ufficio studi europeo della NATO per questioni attinenti al movimento comunista. Pubblicò inoltre diversi lavori sui partiti aderenti alla III Internazionale. Il suo libro più rilevante è Nascita e avvento del fascismo, pubblicato in Francia nel 1938, un classico della storiografia antifascista.
Nel 1948, con lo pseudonimo di A. Rossi, pubblicò il libro La Physiologie du Parti communiste français, in cui tra l'altro sono descritti i compromessi intercorsi tra il Partito Comunista Francese e le autorità tedesche d'occupazione.
Sua figlia, Catherine Tasca, nata a Lione il 13 dicembre del 1941, è stata senatrice del Partito socialista francese dal 2004 al 2017. In precedenza è stata deputato all'Assemblea Nazionale e ha ricoperto incarichi di governo durante le presidenze di François Mitterrand e di Jacques Chirac.

## Opere
- I valori politici e sindacali dei Consigli di fabbrica, Libreria editrice dell'Alleanza coop. torinese, Torino, 1920.
- I Consigli di fabbrica e la rivoluzione mondiale. Relazione letta all'assemblea della Sezione socialista torinese le sera del 13 aprile 1920, Libreria editrice dell'Alleanza coop. torinese, Torino, 1921.
- Dalla democrazia al socialismo, 1933
- L'unità socialista, Imp. ouvrière, Nancy 1937.
- La Naissance du Fascisme. L'Italie de 1918 à 1922, Gallimard, Paris, 1938.
  - Nascita e avvento del fascismo, Firenze, La Nuova Italia, 1950, 1995; Collana UL n.12-13, Bari, Laterza, 1965-1971; Pgreco, 2012, ISBN 978-88-955-6377-0; Prefazione di Ignazio Silone, Collana I colibrì, Venezia, Neri Pozza, 2021, ISBN 978-88-545-2234-3.
- La Physiologie du Parti communiste français, Paris, Editions Self, 1948 (con lo pseudonimo di Amilcare Rossi).
- Due anni di alleanza germano-sovietica. (Agosto 1939 - giugno 1941), ed. riveduta con Appendice di documenti inediti, trad. Aldo Garosci, Collana Strumenti, La Nuova Italia, Firenze, 1951, 1989, ISBN 978-88-221-1940-7.
- In Francia nella bufera, Collana  Clandestina n.7, Guanda, Modena-Parma, 1951.
- La Guerre du papillon, 1940-1944, Les Iles d'or, Paris, 1954.
- Le Pacte germano-soviétique. L'Histoire et le Mythe, Éditions Liberté de la Culture, Paris 1954. (con lo pseudonimo di Amilcare Rossi)
  - Il patto germano-sovietico. La storia e la leggenda, trad., Introduzione e commento a cura di Michele Millozzi, Edizioni Università di Macerata, Macerata, 2009, ISBN 978-88-605-6133-6.
- Autopsia dello Stalinismo, Edizioni di Comunità, Milano, 1958.
- Documenti inediti dell'Archivio Angelo Tasca. La rinascita del socialismo italiano e la lotta contro il fascismo dal 1934 al 1939, Introduzione e documenti a cura di Stefano Merli, Milano, Feltrinelli, 1963.
- I primi 10 anni del PCI, Introduzione di Luigi Cortesi, Bari, Laterza, 1971.

### Raccolte postume
- Angelo Tasca socialista. Con una scelta dei suoi scritti (1912-1920), di Alceo Riosa, Venezia, Marsilio, 1980.
- Vichy 1940-1944. Quaderni e documenti inediti di Angelo Tasca. Archives de guerre d'Angelo Tasca, a cura di Denis Peschanski, Collana Annali Fondazione Giangiacomo Feltrinelli n.43, Milano, Editions du C.N.R.S. - Feltrinelli, 1986, ISBN 978-88-079-9044-1.
- Il fascismo in tempo reale. Studi e ricerche di Angelo Tasca sulla genesi e l'evoluzione del fascismo in Europa 1926-1938, A cura di Giuseppe Vacca e David Bidussa, Collana Fondazione Giangiacomo Feltrinelli, Milano, Feltrinelli, 2014, ISBN 978-88-079-9069-4.
- A Cecile, a cura di S. Anelli e S. Soave, Collana Passages, Torino, Aragno, 2001, ISBN 978-88-841-9065-9.
- Benito Mussolini-A. Tasca-Antonio Gramsci, Alle origini dell'Italia politica del Novecento, Collana Biblioteca, Torino, Aragno, 2019, ISBN 978-88-841-9967-6.
- Senza tradirsi, senza tradire. Silone e Tasca dal comunismo al socialismo cristiano (1900-1940), di Sergio Soave, Torino, Aragno 2005. pp. 1–659

### Epistolari
- Gaetano Salvemini-Angelo Tasca, Il dovere di testimoniare, a cura di E. Signori, Collezione di Studi Meridionali, Napoli, Bibliopolis, 1996, ISBN 978-88-708-8337-4.